# 新民镇 (遵义市)
新民镇，是中华人民共和国贵州省遵义市播州区下辖的一个乡镇级行政单位。

## 行政区划
新民镇下辖以下地区：
新民居社区、惠民村、岩门村、朝阳村、中心村和龙丰村。